# Rensselaer County

Siegel des Rensselaer Countys

Rensselaer County ist ein County im Bundesstaat New York der Vereinigten Staaten. Bei der Volkszählung im Jahr 2020 hatte das County 161.130 Einwohner und eine Bevölkerungsdichte von 95,4 Einwohner pro Quadratkilometer. Der Verwaltungssitz (County Seat) ist Troy.

## Geographie
Das County hat eine Fläche von 1723,4 Quadratkilometern, wovon 33,6 Quadratkilometer Wasserfläche sind. In der Gemeinde Berlin liegt der höchste Punkt des Countys, der 859 Meter hohe Berlin Mountain. Am Ufer des Hudson Rivers befindet sich der tiefste Punkt des Countys auf einer Höhe von ungefähr 6 Meter über dem Meeresspiegel.

### Umliegende Gebiete
| Albany County         | Washington County | Berkshire County (MA) |
| Berkshire County (MA) |                   | Berkshire County (MA) |
| Greene County         | Columbia County   | Berkshire County (MA) |

## Geschichte
Das County wurde am 7. Februar 1791 aus Albany County gebildet. Benannt wurde es nach dem niederländischen Diamanthändler Kiliaen van Rensselaer (1585–1643), der ein großes Landgut (Rensselaerswijck) im Bereich des heutigen Rensselaer Countys und des heutigen Albany Countys in der Kolonie Neu-Niederlande erwarb.

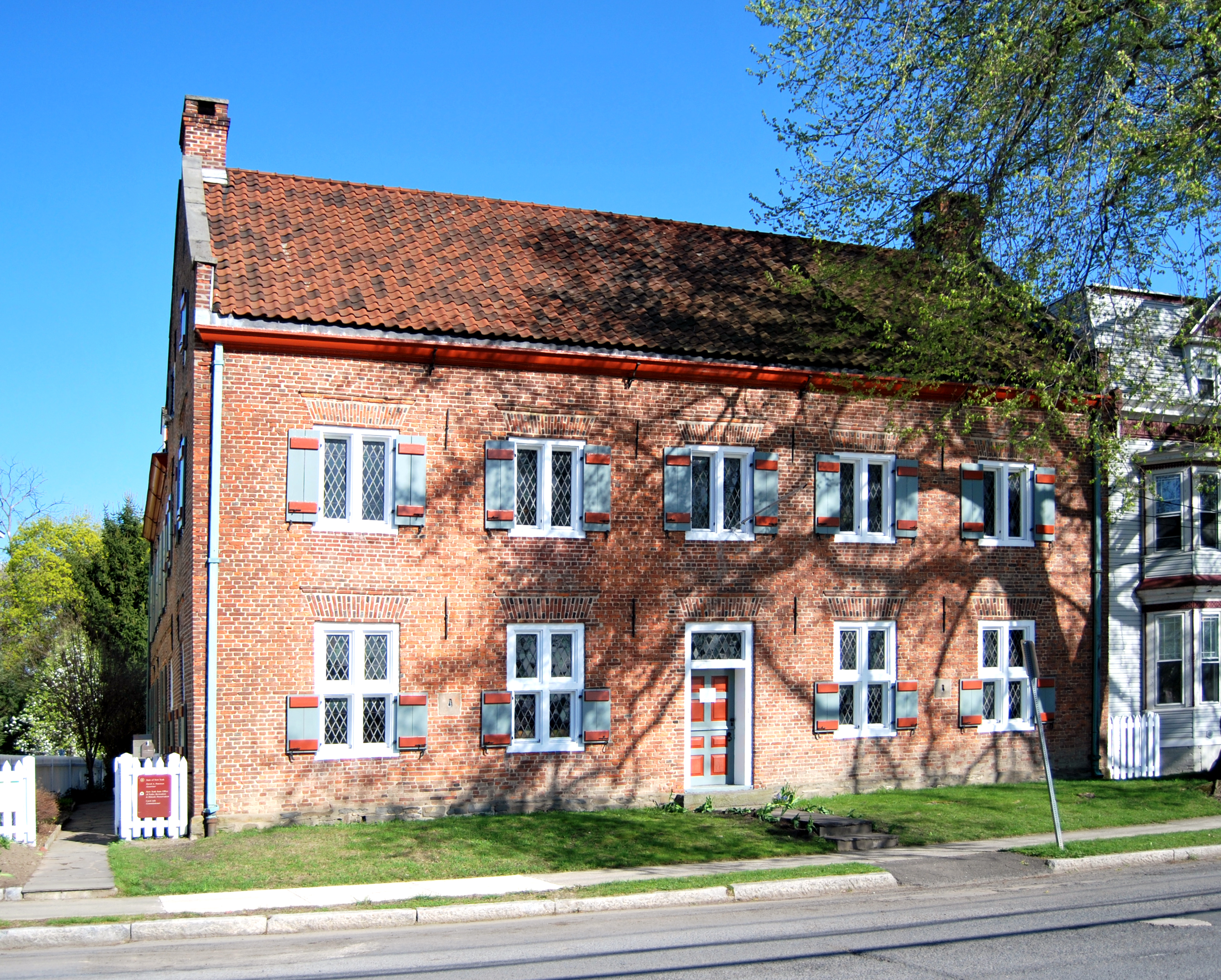
Das Fort Crailo (2010) ist eine von fünf National Historic Landmarks im Rensselaer County.

Fünf Orte haben den Status einer National Historic Landmark. 103 Bauwerke und Stätten des Countys sind insgesamt im National Register of Historic Places eingetragen (Stand 20. Februar 2018).

### Einwohnerentwicklung
| Jahr      | 1800    | 1810    | 1820    | 1830    | 1840    | 1850    | 1860    | 1870    | 1880    | 1890    |
| --------- | ------- | ------- | ------- | ------- | ------- | ------- | ------- | ------- | ------- | ------- |
| Einwohner | 30.442  | 36.309  | 40.153  | 49.424  | 60.259  | 73.363  | 86.328  | 99.549  | 115.328 | 124.511 |
| Jahr      | 1900    | 1910    | 1920    | 1930    | 1940    | 1950    | 1960    | 1970    | 1980    | 1990    |
| Einwohner | 121.697 | 122.276 | 113.129 | 119.781 | 121.834 | 132.607 | 142.585 | 152.510 | 151.966 | 154.429 |
| Jahr      | 2000    | 2010    | 2020    | 2030    | 2040    | 2050    | 2060    | 2070    | 2080    | 2090    |
| Einwohner | 152.538 | 159.429 | 161.130 |         |         |         |         |         |         |         |

Hinweis: Der Wert von 1810 ist lediglich aus der englischsprachigen Wikipedia ungeprüft übernommen worden, weil die Einwohnerzahlen für 1810 derzeit auf dem Server der Census-Behörde nicht verfügbar sind. (Stand: 11. November 2020)

## Städte und Ortschaften
Zusätzlich zu den unten angeführten selbständigen Gemeinden gibt es im Rensselaer County mehrere villages.
| Ortschaft       | Status | Einwohner (2010) | Gesamte Fläche [km²] | Landfläche [km²] | Bevölkerungsdichte [Einwohner / km²] | Gründung      | Besonderheit |
| --------------- | ------ | ---------------- | -------------------- | ---------------- | ------------------------------------ | ------------- | --- |
| Berlin          | town   | 1.880            | 155,2                | 154,4            | 12,2                                 | 21. März 1806 | |
| Brunswick       | town   | 11.941           | 115,6                | 114,9            | 103,9                                | 20. März 1807 | |
| East Greenbush  | town   | 16.473           | 62,9                 | 62,2             | 264,8                                | 23. Feb. 1855 | Gründungsname: Clinton; umbenannt am 14. April 1858                                                                      |
| Grafton         | town   | 2.130            | 119,0                | 115,8            | 18,4                                 | 20. März 1807 | |
| Hoosick         | town   | 6.924            | 163,5                | 163,3            | 42,4                                 | 24. März 1772 | Gegründet als Distrikt; zur town ernannt am 7. März 1788                                                                 |
| Nassau          | town   | 4.789            | 117,2                | 115,1            | 41,6                                 | 31. März 1806 | Gründungsname: Philipstown; umbenannt am 8. April 1808                                                                   |
| North Greenbush | town   | 12.075           | 48,9                 | 48,0             | 251,6                                | 23. Feb. 1855 | |
| Petersburgh     | town   | 1.525            | 107,8                | 107,8            | 14,1                                 | 18. März 1791 | |
| Pittstown       | town   | 5.735            | 167,9                | 159,6            | 35,9                                 | 23. Juli 1761 | Gegründet durch Patent; zur town ernannt am 7. März 1788                                                                 |
| Poestenkill     | town   | 4.530            | 84,4                 | 83,8             | 54,1                                 | 2. März 1848  | |
| Rensselaer      | city   | 9.392            | 9,1                  | 8,2              | 1.145,4                              | 14. Apr. 1815 | Gründungsname: Greenbush Village; Erstbesiedlung um 1630; zum Village ernannt 1815, zur city ernannt und umbenannt: 1897 |
| Sand Lake       | town   | 8.530            | 93,7                 | 90,8             | 93,9                                 | 19. Juni 1812 | |
| Schaghticoke    | town   | 7.679            | 134,3                | 128,8            | 59,6                                 | 24. März 1772 | Gründung als Distrikt; zur town ernannt am 7. März 1788                                                                  |
| Schodack        | town   | 12.794           | 164,7                | 160,4            | 79,8                                 | 17. März 1795 | |
| Stephentown     | town   | 2.903            | 150,4                | 149,9            | 19,4                                 | 29. März 1784 | |
| Troy            | city   | 23.474           | 28,6                 | 26,8             | 88,6                                 | 18. März 1791 | Gründung als town; zur City ernannt am 12. April 1816                                                                    |